# Кунигунда фон Ринек
Кунигунда фон Ринек (на немски: Kunigunde von Rieneck; † 1288) е графиня от Ринек и чрез женитба графиня на Вертхайм (1243 – 1260).

## Произход
Тя е дъщеря на граф Лудвиг II фон Ринек († 1243), бургграф на Майнц, и съпругата му Аделхайд фон Хенеберг († 1256), дъщеря на граф Попо VII фон Хенеберг († 1245), бургграф на Вюрцбург, и първата му съпруга Елизабет фон Вилдберг († 1220). Майка ѝ Аделхайд фон Хенеберг се омъжва втори път 1229 г./пр. 1234 г. за граф Хайнрих II фон Щолберг († 1272).

## Фамилия
Кунигунда фон Ринек се омъжва пр. април 1243 г. за граф Попо III фон Вертхайм († 11 февруари 1260), син на граф Попо II фон Вертхайм (ок. 1170 – май 1238) и Мехтилд фон Боксберг († сл. 1233). Те имат децата:
- Рудолф II (* ок. 1236; † 1303/1306), граф на Вертхайм, женен I. за Мехтилд фон Дурн († ок. 1292), II. пр. 27 март 1293 г. за Кунигунда II фон Баден († 1315)
- Лудвиг († сл. 1267), капитулар на Вюрцбург
- Попо (Бопо) IV († 2 януари 1283), граф на Вертхайм, женен за Мехтилд фон Епщайн (* ок. 1270; † 1303), дъщеря на Герхард III фон Епщайн
- Вилиберг († 8 януари 1279), омъжена за Крафт I фон Хоенлое-Вайкерсхайм († 1312/1313), син на граф Готфрид I фон Хоенлое-Романя
- Аделхайд
- Герхард